# Кузова (заказник)
Заказник «Кузова́» — государственный ландшафтный заказник, расположенный на территории Кемского района Карелии, в юго-западной части Белого моря. Создан в 1991 году, в 1994 получил статус водно-болотного угодья международного значения.
Заказник представляет собой цепь более чем из 200 островов. Площадь территории — 3 600 га, в том числе суши — 890 га. В заказнике находятся места массового пролёта и гнездования многих морских птиц, в частности, гагарки, серебристой чайки, полярной крачки, атлантического чистика, гаги и др. В гнездовое время здесь встречаются орлан-белохвост и пустельга, а во время пролёта также белощёкая казарка, кречет, сапсан. В водах заказника обитают морской заяц, кольчатая нерпа, белуха.